# Busnago
Busnago (lombardul: Busnagh) település Olaszországban, Lombardia régióban, Monza e Brianza megyében. Lakosainak száma 6835 fő (2023. január 1.). Busnago Bellusco, Cornate d’Adda, Mezzago, Trezzo sull’Adda, Roncello, Trezzano Rosa és Grezzago községekkel határos.

## Népesség
A település népességének változása:
| Lakosok száma | 6631 | 6750 | 6747 | 6835 |
|               | 2013 | 2017 | 2018 | 2023 |